# Max1
Max1 byl první český dokumentární televizní kanál vysílající v sítích kabelové televize. Provozovatelem kanálu byla Česká programová společnost, jež byla vlastněna společenstvím investorů United International Holdings Programming (zkráceně UIH Programming) a od roku 1998 také společností HBO Česká republika. Vysílání bylo zahájeno 22. září 1994 a v roce 2001 nahrazeno českou verzí maďarské dokumentární televizní stanice Spektrum. Digitální satelitní způsob distribuce umožnil od roku 1997 šíření kanálu na Slovensku. Vysílání nebylo přerušováno reklamou.

## Historie

### Začátky vysílání (1994 - 1997)
Vysílání v pražské kabelové síti Kabel Net Holding bylo zahájeno 22. září 1994. Rozšíření do dalších kabelových sítí bylo realizováno o rok později. Programovou náplň tvořily rodinné seriály a filmy doplněné o dokumentární a hudební pořady. Od října 1995 se kanál vyprofiloval na čistě dokumentární s občasným vysíláním hudebních pořadů Max Hitparáda a Max Music Box. Max1 až do roku 1998 nevysílal žádnou reklamu.
Dne 4. října 1995 byl Max1, společně s kanály SuperMax a HBO, zařazen do nabídky kabelových operátorů Codis a Dattel.
Ke konci roku 1995 byly programy TvMax šířeny také v kabelových sítích Kabel Net Brno, TES Litvínov a Satca Praha.
Dne 21. října 1996 začala televizní kanál Max1 šířit kabelová televize v Klášterci nad Ohří.

### Éra digitalizace a rozšíření vysílání na Slovensko (1997 - 2000)
Od 1. dubna 1997 zahájily programy TvMax a HBO digitální distribuci signálu v kompresi MPEG-2 prostřednictvím izraelské družice Amos s cílem zajištění kvalitního signálu do mimopražských kabelových rozvodů a umožnil také rozšíření programů na Slovensko. Ve stejný den došlo také k úpravě programového schématu, kdy Max1 přestal vysílat šestihodinové programové bloky, ve kterých reprízoval dokumenty ve stejném pořadí.
Začátkem dubna podepsala HBO a Česká programová společnost smlouvu o šíření programů HBO a TvMax v sítích největšího kabelového operátora Kabel Plus a.s., které mělo být zahájeno 15. dubna v Brně. Programy TvMax byly umístěny do rozšířené nabídky, HBO bylo nabízeno jako samostatná prémiová služba. Zařazování stanic v sítích Kabel Plus bylo realizováno po etapách, neboť bylo podmíněno úpravami hlavních přijímacích stanic kabelové televize.
Přechod na digitální distribuci programů TvMax a HBO způsobilo v sítích kabelových operátorů vypadávání barev u uživatelů se staršími televizory. Závada byla způsobena dekodérem pro zpracování barevného signálu, neboť některé starší televizory nedovedly zpracovat barevný signál, jehož úroveň byla na spodní hranici tolerované normou. Na vzniklou situaci reagoval kabelový operator Kabel Plus vybavením uzlových stanic zařízením, jež upravoval vstupní signál bez vlivu na jeho kvalitu.
V roce 1998 měl TvMax v kabelových sítích v České republice a na Slovensku 90% pokrytí.

### Poslední rok vysílání (2000 - 2001)
Vysílání stanice bylo 1. března 2001 nahrazeno českou verzí maďarského dokumentárního kanálu Spektrum.

## Programové bloky dokumentárních pořadů
Max1 zařazoval tematicky jednotlivé dokumenty do níže uvedených programových bloků, ke kterým měl vytvořený předěl.
- Příroda
- Věda a technika
- Lidé a země
- Cestování
- Dobrodružství
- Hobby
- Svět armády

## Dostupnost

### Satelitní vysílání
| Družice           | Frekvence (GHz), SR, FEC | Platforma    | Kódování    | Vysílací čas (SEČ) | Poznámka                                                     |
| ----------------- | ------------------------ | ------------ | ----------- | ------------------ | ------------------------------------------------------------ |
| Amos 1 (4°W)      | 12.224/H, 27500, 3/4     | Kábelkom HBO | PowerVu     | 12:00 - 24:00      | Od dubna 1997 distribuce pro kabelové sítě (Direct to cable) |
| Astra 1F (19.2°E) | 12.304/H, 27500, 3/4     | UPC Direct   | CryptoWorks | 12:00 - 24:00      | od roku 2000                                                 |

### Kabelová televize
Dokumentární stanice Max1 byla šířena v níže uvedených kabelových sítích.

#### Česká republika
- Kabel Net Holding
- Kabel Net Brno
- Dattelkabel
- Kabel Plus
- Satca
- TES Litvínov